# Витерит
Витери́т — кристаллизующийся минерал группы карбонатов, карбонат бария {\displaystyle {\ce {BaCO_3}}}. Назван в честь доктора Уильяма Уизеринга, открывшего в нём в 1784 году барий.

## Свойства
Кристаллизуется в ромбической системе и является вполне изоморфным с арагонитом. Встречается обыкновенно в шаровидных, гроздевидных или почковидных сплошных агрегатах с неровной поверхностью и радиально-лучистым сложением. Обыкновенно окрашен в сероватый или желтоватый цвет; просвечивает, обладает стеклянным, в изломе жирным блеском; твёрдость 3—3,5, плотность 4,2—4,3. Представляя по химическому составу карбонат бария ВаСО3, он перед паяльной трубкой окрашивает пламя в жёлто-зелёный цвет и сплавляется в прозрачное, по охлаждении эмалевидное стекло; в разведённых кислотах растворяется с шипением.

## Месторождения

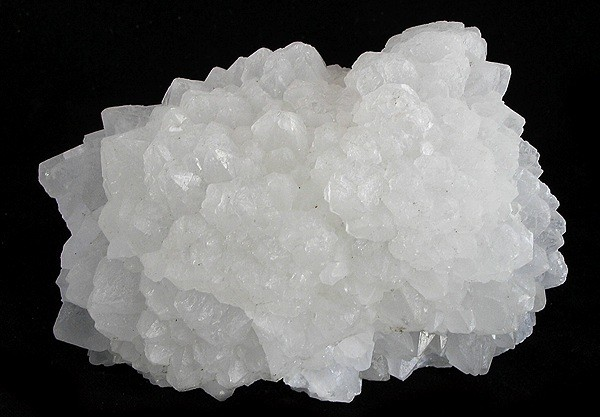
Витерит из английского месторождения

Жилы свинцовых руд в горном известняке Англии местами очень богаты содержанием витерита; так, например, известное месторождение — Альстон-Мур в Кумберлэнде. В России можно указать Змеиногорский округ на Алтае, где встречается витерит, правда, в незначительных количествах.

## Применение
Главное применение витерита — это приготовление различных баритовых препаратов; кроме того, он служит также отравой для крыс и мышей, так как большинство растворимых соединений бария считаются токсичными в высоких дозах.